# Slater Martin
Pour les articles homonymes, voir Martin.
Slater Nelson « Dugie » Martin, Jr., né le 22 octobre 1925 à Elmina au Texas et mort le 17 octobre 2012, est un joueur et entraîneur américain de basket-ball ayant joué 11 saisons dans la National Basketball Association (NBA). Il fut cinq fois champion NBA et participa à sept NBA All-Star Game.

## Biographie
Martin est un ancien élève du lycée Jefferson Davis à Houston, Texas, avec qui il remporta deux titres de champion de l'État en 1942 et 1943. Il a intégré par la suite l'Université du Texas à Austin, où il détient le record de points inscrits sur un match en 1949 avec 49 points lors d'un match contre l'équipe de l'université Texas Christian. Au cours de sa carrière avec les Longhorns, Martin réalisa une moyenne de 12,7 points par match.
Martin était l'un des meilleurs défenseurs NBA des années 1950 aux côtés de George Mikan dans la grande équipe des Lakers de Minneapolis qui remporta quatre titres de champions NBA entre 1950 et 1954. En 1956, il rejoignit les Hawks de Saint-Louis de Bob Pettit et gagna un autre titre NBA en 1958.  
Il fut intronisé au Basketball Hall of Fame le 3 mai 1982 à Springfield, Massachusetts. Il est le seul membre des Longhorns à avoir accompli cette performance.

## Palmarès
- 5× NBA champion (1950, 1952–1954, 1958)
- 7× NBA All-Star (1953–1959)
- 5× All-NBA Second Team (1955–1959)
- Second-team All-American – Look (1949)
- Third-team All-American – Helms (1948)
- Numéro 15 retiré par l'université du Texas

## Pour approfondir
- Liste des joueurs les plus titrés en NBA.